# ژاک ماریلوسیان
ژاک ماریلوسیان (فرانسوی: Jacques Marilossian‎؛ زادهٔ ۲۶ ژوئیهٔ ۱۹۵۸) سیاست‌مدار ارمنی‌تبار اهل فرانسه است که عضو حزب لا رپوبلیک آن مارش! می‌باشد و در ۱۸ ژوئن ۲۰۱۷ به نمایندگی مجمع ملی (فرانسه) از دپارتمان او-دو-سن برگزیده شد.

## زندگی‌نامه
وی از مؤسسه مطالعات سیاسی پاریس و دانشگاه پانتئون-سوربن فارغ‌التحصیل گشت.